# Wisin & Yandel

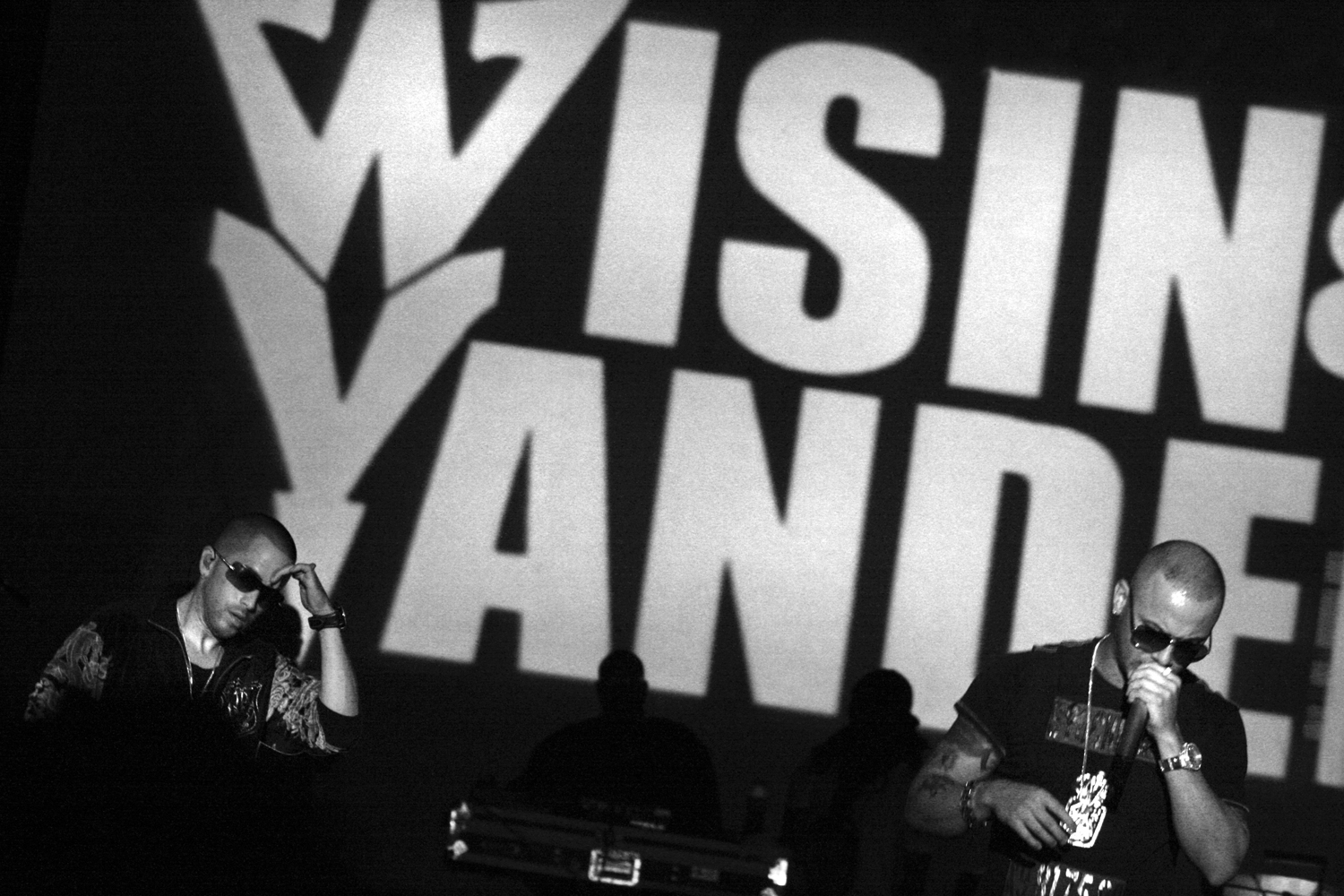
O imagine în care apar Wisin & Yandel.

Wisin & Yandel este un duet muzical reggaeton inițial din Cayey, Puerto Rico, format de Juan Luis Morera Luna (Wisin, 19 decembrie 1979) și Llandel Veguilla Malavé (Yandel, 14 ianuarie 1977). Ambele au început cariera muzicală în 1996.

## Istorie
În 1998, Wisin & Yandel au participat la albumul No Fear 3, produs de DJ Dicky, în anul următor, în 1999, au participat la albumul de compilare The Mission Vol. 1, editată de eticheta Fresh Productions. În anul 2000 au lansat primul album de studio, numit Los reyes del nuevo milnio, unde au reușit să înregistreze împreună cu Tempo și Baby Rasta & Gringo.
Mai târziu au continuat colaborări în albume ale mai multor artiști, precum "The 9 Plagues", "Boricuas NY", Misiunea 2, printre altele. Apoi au înregistrat trei albume noi: De nuevos a viejos (2001), Mi vida ... viața mea (2003) și De otro manera (2004).
În ciuda succesului, sa temut de o separare a duo-ului în 2004, când albumele lor au apărut separat: Wisin a lansat The Survivor, în timp ce Yandel a publicat Cine Împotriva Mea? În ciuda recepției sale, eventuala separare a lui Wisin & Yandel nu sa materializat. Pe 8 noiembrie 2005, duo-ul a prezentat Pa'l mundo, cu piese care au devenit foarte populare, cum ar fi "Rakatá" și "Noche de sexo", un album care ia câștigat o nominalizare la premiul Billboard.
În același an au anunțat crearea etichetei sale proprii de înregistrare, WY Records, care a lansat pe 7 noiembrie 2006 Los Vaqueros, un album compilație de reggaeton; acest album are mai multe artisti, cum ar fi Hector el Părinte, Tony Dize, Franco gorilă, Gadiel și Yomille Omar „El Tio“ cei mai mulți artiști semnat de noul lor label.
În 2009 au lansat Revoluția și evoluția în 2010, care este o continuare a albumului de succes Revoluția, cu cinci producții inedite și pline de remixuri și noi cântecelor din temele revoluției. Evolution contine colaborari cu artisti 50 Cent, Enrique Iglesias, Akon, T-Pain, Aventura, Ivy Regina, Ednita Nazario, Franco El Gorilla, Gadiel și Yomo. Aceasta include, de asemenea, un DVD nu a mai văzut înainte de Wisin & Yandel, după rack-uri în timpul turneului său mondial și videoclipuri muzicale ale „Vă mulțumesc“, „Imaginați-vă“ și „Abusadora“ (nominalizat la un premiu MTV Video Music 2009).
Wisin & Yandel au câștigat mai multe premii, cum ar fi Billboard Latino și Premios Juventud, și au fost nominalizați la Grammy Latin ca artist preferat de muzică latină. La Premiile MTV 2009 au primit premiile Artist of the Year și Video of the Year. Printre cele mai cunoscute hituri se numără: "Rakata", "Pam Pam", "Te iubesc" și "Noaptea sexului".
Duo-ul detine recordul pentru cel mai mare numar unul pe lista Billboard Latin Rhythm Airplay, cu 14 melodii urmate de Daddy Yankee cu 13, precum si recordul pentru cel mai mare numar unu pentru un duo sau grup de pe Billboard Latin Songs chart, cântece. În 2009, au avut trei numere unu pe radio latină americană. Turneele lor mondiale au obținut umpluturi totale în cele mai importante sali de spectacol și stadioane din fiecare oraș în care au jucat, inclusiv Centrul Staples din Los Angeles, American Airlines Arena din Miami și Madison Square Garden din New York. În 2013, au făcut un alt single, intitulat "Vă doresc". Începând cu luna septembrie a aceluiași an, au fost antrenori ai celui de-al treilea sezon din La Voz ... Mexic. Acum, cu o scurtă pauză muzicală ca duo, fiecare artist are albumele sale solo.

## Separare
Zvonurile separării autoproclamatei "Duo a istoriei" au fost sporite în timpul unei vizite în Mexic, pentru că au călătorit fiecare în aeronave separate. Mai târziu, această chestiune a fost clarificată și ambele au negat diferențele presupuse; sa confirmat doar că Yandel urma să-și înceapă cariera solo, unde a lansat cel de-al doilea album, intitulat "From Leader to Legend", și primul său single intitulat "Am vorbit despre tine". La rândul său, Wisin a lansat și al doilea album solo, intitulat "The Return of the Survivor", cu primul său single "Que viva la vida". Într-un interviu, Yandel a confirmat să se alăture din nou lui Wisin, deși acest lucru nu a fost încă finalizat. Yandel a confirmat cu câteva zile în urmă că separarea este temporară după ce și-au lansat albumele în 2016 și 2017.
Mai târziu, într-o interacțiune cu fanii lui prin VEVO, Wisin a confirmat că va lansa al treilea album solo și că se va reîntoarce la Yandel în 2017 sau 2018 și nu în 2014, 2015 sau 2016, după cum sa spus anterior. Wisin și Yandel spun că fac un "Break Music" ca duo și încep să facă ceea ce vor cu muzica lor. Ei au fost, de asemenea, împreună în presedintele Festivalului în ediția a opta din 2014, după un an în afară, interpretând temele împreună ca separate.
Sâmbătă, 4 februarie 2017, au jucat din nou la concertul Zion & Lennox.

## Întoarcere
Wisin și Yandel, care în 2013 au decis să urmeze căi separate, au anunțat că se vor întâlni anul acesta pentru a face un turneu mondial și pentru a prezenta mai multe producții muzicale.
Primul concert al lui Wisin & Yandel va avea loc pe 31 martie la Amfiteatrul Altos de Chavón din Republica Dominicană, au declarat într-o declarație muzicienii urbani, indicând că datele din restul turneului vor fi anunțate în curând.
Vestea reuniunii este punctul culminant al unei serii de abordări între cei doi artiști și indicii unei eventuale întâlniri prin intermediul rețelelor sociale.
Cele mai recente colaborări muzicale includ piesele "Como Antes", numărul 1 în lista Latin Airplay din Billboard în octombrie, și "Todo Comien en la Disco", piesă pe care a participat și compatriotul său Daddy Yankee.
În timpul carierei lor comune de 14 ani, duo-ul urban a primit numeroase certificări multi-platină în Statele Unite și America Latină, precum și un Grammy, două Grammy Latin și zece premii Billboard Billboard, printre alte premii. [2]
Pe 8 septembrie 2017, Yandel și-a prezentat noul single din albumul #UPDATE cu Wisin în "Como Antes".
La 1 decembrie 2017, Wisin a avut premiera a două noi single-uri de pe albumul său VICTORY împreună cu Yandel în "Hacerte el Amor" și "Todo

## Discografie

### Albume de studio
- 2000: Los reyes del nuevo milenio
- 2001: De nuevos a viejos
- 2004: De otra manera
- 2003: Mi vida... my life
- 2005: Pa'l mundo
- 2006: Los vaqueros
- 2007: Los extraterrestres
- 2009: La revolución
- 2011: Los vaqueros: El regreso
- 2012: Líderes
- 2018: Los campeones del pueblo
- 2019: La Gerencia

### Wisin
- 2004: El sobreviviente
- 2014: El regreso del sobreviviente
- 2014: El regreso del sobreviviente Deluxe Edition
- 2015: Los vaqueros 3: La trilogía
- 2017: Victory

### Yandel
- 2003: Quién contra mí
- 2013: De líder a leyenda
- 2014: Legacy: De líder a leyenda tour (EP)
- 2015: Legacy: De líder a leyenda tour
- 2015: Legacy: De líder a leyenda tour (Deluxe Edition)
- 2015: Dangerous
- 2017: Update
- 2019: The One
- 2020: ¿Quién Contra Mí 2?